# Симидзу, Юко
Юко Симидзу (яп. 清水 侑子 Симидзу Ю:ко, род. 1 ноября 1946, Тиба, Япония) — японский дизайнер, создавший Hello Kitty.
После окончания Художественного университета Мусасино она создала Hello Kitty в Санрио в 1974 году. Она покинула Санрио в 1976 году, чтобы выйти замуж. С тех пор работает внештатным дизайнером.